# Erik Wedersøe
Svend Erik Wedersøe R. (født 18. juli 1938 i Helsingør, død 27. september 2011 i København) var en dansk skuespiller, forfatter, foredragsholder, filminstruktør og jordomsejler.
Han var søn af frisørmester Robert Wedersøe (død 1970) og hustru Ester f. Thomsen (død 1981) og blev selv uddannet damefrisør.
Han blev gift 5. februar 1968 i Jægersborg Kirke med Birgitte "Gitte" Wedersøe, født Koch (født 13. juli 1944 på Frederiksberg, død 14. april 2011), datter af handelsgartner Herluf Koch (død 1979) og hustru.
Erik Wedersøe var landssekretær for Folkekirkens Nødhjælp 1985-87 og havde i årene 1984-87 sæde i repræsentantskabet for Mellemfolkeligt Samvirke. Han var formand for Socialdemokratiets kulturudvalg 1988-90 og medlem af oplysningsudvalget i Verdensnaturfonden.
Wedersøe døde som Ridder af Dannebrog.

## Filmografi

### Spillefilm
| År   | Titel                                         | Rolle | Noter |
| ---- | --------------------------------------------- | ----- | ----- |
| 1967 | Mennesker mødes og sød musik opstår i hjertet |       |       |
| 1969 | Ta' lidt solskin                              |       |       |
| 1969 | Helle for Lykke                               |       |       |
| 1970 | Bella                                         |       |       |
| 1970 | Løgneren                                      |       |       |
| 1972 | Præsten i Vejlby                              |       |       |
| 1972 | Farlige kys                                   |       |       |
| 1973 | Erasmus Montanus                              |       |       |
| 1976 | Den dobbelte mand                             |       |       |
| 1979 | Skal vi danse først?                          |       |       |
| 1984 | Rainfox                                       |       |       |
| 1988 | Skyggen af Emm                                |       |       |
| 1991 | Drengene fra Sankt Petri                      |       |       |
| 1995 | Elsker, elsker ikke                           |       |       |
| 1996 | Den sidste viking                             |       |       |
| 1997 | Ørnens øje                                    |       |       |
| 1998 | Idioterne                                     |       |       |
| 2000 | Fruen på Hamre                                |       |       |
| 2000 | Max                                           |       |       |
| 2002 | Ulvepigen Tinke                               |       |       |

### Serier
| År   | Titel       | Rolle        | Noter  |
| ---- | ----------- | ------------ | ------ |
| 1970 | Smuglerne   |              |        |
| 1994 | Riget I     | Åge Krüger   | Stemme |
| 1996 | Bryggeren   |              |        |
| 1997 | Riget II    | Pigernes Ole |        |
| 2000 | Rejseholdet |              |        |